# Begonia aguiabrancensis
Begonia aguiabrancensis é uma espécie de Begonia nativa do Brasil, especialmente do estado do Espírito Santo.